# Religioni in Polonia
CristianesimoAltre c...Nessun...Nessuna rispostaCristianesimoAltre confessioni religioseNessuna confessione religiosaNessuna risposta
Il cristianesimo è la religione più diffusa in Polonia. Secondo statistiche del 2018, i cristiani rappresentano circa il 93,4% della popolazione e sono in maggioranza cattolici; lo 0,2% della popolazione segue altre religioni, il 3% della popolazione non segue alcuna religione e il 3,4% della popolazione non dichiara la propria affiliazione religiosa.
La costituzione riconosce la libertà religiosa e afferma che tutte le Chiese e organizzazioni religiose hanno gli stessi diritti. La legge proibisce l’incitamento all’ odio religioso. Le organizzazioni religiose devono registrarsi con il Ministero dell’Interno per acquistare e gestire proprietà e avere benefici fiscali e fondi governativi; le organizzazioni non registrate non possono avere questi diritti, ma sono libere di praticare i loro culti e di produrre o importare materiale religioso. Nelle scuole pubbliche e private è previsto l’insegnamento della religione su base volontaria; le organizzazioni religiose registrate scelgono il programma dei corsi sulla loro fede e forniscono gli insegnanti che vengono pagati dallo stato. Per gli studenti che non vogliono seguire corsi di religione sono previsti corsi di etica.

## Religioni presenti

### Cristianesimo
Secondo statistiche del 2018, i cattolici rappresentano il 92% della popolazione, gli ortodossi lo 0,9% della popolazione, i protestanti lo 0,3% della popolazione e i cristiani di altre denominazioni circa lo 0,3% della popolazione.
La maggioranza dei cattolici polacchi appartiene alla Chiesa latina, organizzata nel Paese con 14 sedi metropolitane e 27 diocesi suffraganee. I cattolici di rito orientale rappresentano lo 0,1% della popolazione e appartengono alla Chiesa cattolica di rito bizantino-slavo in Polonia e alla Chiesa greco-cattolica ucraina. 
La Chiesa ortodossa è presente in Polonia principalmente con la Chiesa ortodossa polacca, Chiesa indipendente in comunione con il Patriarcato di Costantinopoli. 
La maggiore denominazione protestante presente in Polonia è la Chiesa evangelica augustana in Polonia, appartenente alla Federazione mondiale luterana. Sono inoltre presenti pentecostali, metodisti, battisti, calvinisti (rappresentati dalla Chiesa evangelica riformata in Polonia) e avventisti del settimo giorno. 
Fra i cristiani di altre denominazioni, sono presenti i Testimoni di Geova, la Chiesa di Gesù Cristo dei Santi degli Ultimi Giorni (i Mormoni) e la Chiesa neo-apostolica.

### Altre religioni
Fra le altre religioni presenti in Polonia la maggiore è l'islam, che rappresenta lo 0,1% della popolazione. Nel Paese sono inoltre presenti ebrei, induisti, buddhisti e bahai.